# Cristal (champagne)

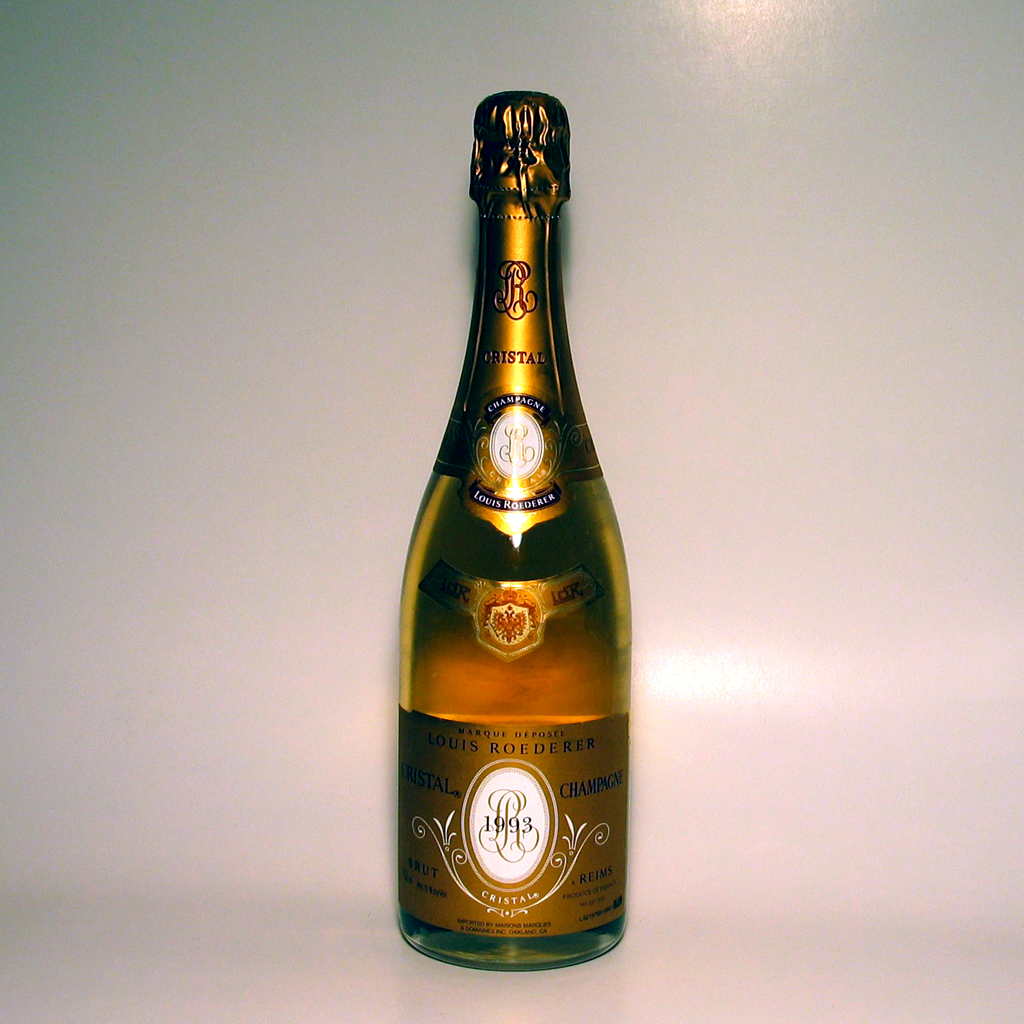
Een fles Louis Roederer Cristal (1993).

Cristal is een prestigieuze champagne die wordt geproduceerd door Louis Roederer en kan gemakkelijk herkend worden door de klare ("kristallen") fles, anti-uv-cellofaanverpakking en een gouden etiket. De drank werd in 1876 voor het eerst gecreëerd voor Alexander II van Rusland.

## Rapwereld
Deze champagne werd sinds de jaren 90 opmerkelijk veel gebruikt door rappers, die er veelvuldig referenties naar maken in hun muziek en het ook wel "cris" of "crissy" noemen.
Echter kwam er een boycot op het merk, gestart door rapper Jay-Z. Directeur Frederic Rouzaud van het champagnehuis had namelijk in een interview laten weten dat hij alle aandacht vanuit de hiphop-cultuur “unwelcome attention” vond. Deze opmerking werd door de hiphop-cultuur als racistisch opgevat. Sindsdien wordt er vooral Armand de Brignac (Ace of Spades) gebruikt vanwege de blingbling verpakking.